# 33499 Stanton
33499 Stanton este o planetă minoră (asteroid) din centura de asteroizi. A fost descoperită pe 15 aprilie 1999 la Experimental Test Site⁠(d) de Lincoln Near-Earth Asteroid Research. 
Obiectul prezintă o orbită caracterizată de o semiaxă mare de 2,2423064 UAi, o excentricitate de 0,11, o înclinație de 3,56541 ° în raport cu ecliptica.